# Guntrud
Guntrud (8. Jahrhundert) war die Tochter des Baiernherzog Theudebert und seiner Gattin Regintrud. Sie heiratete um 715 den Langobardenkönig Liutprand, der am Hof ihres Vaters zusammen mit seinem Vater Ansprand Asyl gefunden hatte, als seine Familie von der Herrschaft vertrieben wurde. Während Ansprands Frau Theodorada, sowie ihr Sohn Sigiprand und ihre Tochter Aurona verstümmelt wurden, durfte der noch minderjährige Sohn Ansprands, Liutprand, seinem Vater ins Exil folgen. 
Nach neun Jahren im Exil konnte Ansprand mit Hilfe des Bayern den Thron wiedererringen, er starb jedoch noch im selben Jahr 712. Liutprand folgte seinem Vater auf dem Thron. Guntrud und Liutprand hatten ‚lediglich‘ eine Tochter, wie Paulus Diaconus in seiner Historia Langobardorum, Liber VI, 43 vermerkt: „de qua unam solum filiam genuit“.